# Henry Sugar csodálatos története
A Henry Sugar csodálatos története (eredeti cím: The Wonderful Story of Henry Sugar) 2023-ban bemutatott amerikai fantasy rövidfilm, amelyet Wes Anderson rendezett és írt, Roald Dahl Henry Sugar lenyűgöző története című regénye alapján. A főbb szerepekben Ralph Fiennes, Benedict Cumberbatch, Dev Patel, Ben Kingsley és Richard Ayoade látható.
Amerikában 2023. szeptember 20-án a mozikban, míg Magyarországon 2023. szeptember 27-én mutatták be a Netflixen.

## Cselekmény
Henry Sugar egy agglegény álneve, aki örökölt vagyonát szerencsejáték-szokásai finanszírozására használja. Egy nap rábukkan egy könyvre, amelyben egy orvos beszámol Imdad Khanról, egy férfiról, aki azt állította, hogy a szeme használata nélkül is képes látni és kommunikálni. Miután látta Imdadot, amint saját cirkuszi mutatványában még nagyobb mutatványokat hajt végre, az orvos kikérdezi Imdadot, aki elmeséli neki az élettörténetét. Fiatal szökevényként egy vándorcirkuszban felkeresett egy Nagy Yogi néven ismert gurut, aki képes volt meditálni, miközben lebegett a saját teste felett. A Nagy Yogi vonakodva megtanította Imdadnak a meditációs módszerét, amivel Imdad elnyerte a képességeit, bár egyik napról a másikra meghalt, mielőtt az orvosok tovább tanulmányozhatták volna.
Imdad meditációit gyakorolva, amikor szemmagasságban egy gyertya lángjába bámul, miközben annak a személynek az arcát képzeli el, akit a világon a legjobban szeret, Henrynek három év gyakorlás után sikerül átlátnia a játékkártyák hátoldalán, hogy leolvassa a névértéket, amire Imdadnak azt mondták, hogy csak egy a milliárdból képes rövid idő alatt. Henry egy kaszinóban használja ki a képességét, és 30 000 fontot keres blackjacken. Elégedetlenül a könnyű pénzszerzéssel, az erkélyről London utcáira dobja a pénzt. Miután majdnem lázadást okoz, egy rendőrtiszt azt javasolja neki, hogy találjon egy hatékonyabb jótékonysági formát. Henry elhatározza, hogy beutazza a világot, és különböző álruhákba bújva, különleges képességével pénzt nyer a kaszinókból, és sikeres kórházak és árvaházak hálózatát hozza létre. Két évtizeddel később Henry tüdőembóliában hal meg, amelyről tudta, hogy a halálát fogja okozni, mivel képes volt látni a bőrén keresztül a vérrögöt. Könyvelője megbízza Roald Dahlt, hogy Henry Sugar álnéven írja meg történetét.

## Szereplők
| Szerep                        | Színész              | Magyar hang    |
| ----------------------------- | -------------------- | -------------- |
| Henry Sugar / Max Engelman    | Benedict Cumberbatch | Simon Kornél   |
| Roald Dahl / Rendőr           | Ralph Fiennes        | Csankó Zoltán  |
| Dr. Chatterjee / John Winston | Dev Patel            | Molnár Levente |
| Imdad Khan / Osztó            | Ben Kingsley         | Fodor Tamás    |
| Dr. Marshall / Nagy Yogi      | Richard Ayoade       | Csőre Gábor    |

### Magyar változat
- Magyar szöveg: Imri László
- Hangmérnök: Pataki Tamás
- Vágó: Sári-Szemerédi Gabriella
- Gyártásvezető: Hódos Edina
- Szinkronrendező: Majoros Eszter

A szinkront a Mafilm Audio Kft. készítette el.

## A film készítése
2021 szeptemberében a Netflix 686 millió dollárért felvásárolta a Roald Dahl Story Company-t. A filmet 2022. január 7-én erősítették meg, egy nappal azután, hogy bejelentették, Wes Anderson írja és rendezi a filmadaptációt, a Netflix forgalmazza. Bejelentették, hogy Benedict Cumberbatch játssza Sugar szerepét, a mellékszerepekben Ralph Fiennes, Dev Patel és Ben Kingsley lesz látható. A forgatás 2022 januárjában kezdődött Londonban.
A Henry Sugar csodálatos története eredetileg játékfilmnek készült, de Anderson 2023 júniusában tisztázta, hogy a film egy rövidfilmekből álló gyűjtemény egyike lesz.